# Dan Olofsson
Dan Olof Olofsson (24 de septiembre de 1950) es un dirigente empresario sueco,  emprendedor y filántropo.
Olofsson está casado con Christin desde 1973. Juntos,  tienen tres hijos: Johan (nacido 1974), Andreas (nacido 1977) y Hanna (nacida 1980).

## Biografía

### Infancia y Educación
Dan Olofsson nació en Ekenäs, Finlandia. En ese país su padre trabajaba como pastor en la ciudad de Karis desde 1948 a 1951. Sus padres y familiares están arraigados en la provincia de Jämtland en Suecia. Cuándo Dan Olofsson tenía un año de edad, su familia se mudó desde Finlandia a la ciudad de Malmö al sur de Suecia, donde se crio y aún vive.
Olofsson asistió a la escuela técnica secundaria superior en Malmö y se graduó como Licenciado en Ingeniería en Lunds Tekniska Högskola en 1974.

### Carrera profesional
Terminados sus estudios,  Olofsson comenzó una carrera en el sector de la consultoría tecnológica. Comenzó en la empresa VBB (lo que es ahora Sweco) y luego pasó a Skandiaconsult.
En 1986 se funda la empresa Sapia y en ésta, Dan Olofsson estuvo asignado la tarea de construir el Departamento de Consultoría Técnica. En 1993 adquirió esta empresa renombrándola Sigma. Dan Olofsson fue director general (CEO)de Sigma y la primera cotización en bolsa se llevó a cabo en 1997. En el año 2001, Sigma se divide en tres áreas empresariales independientes:   Sigma, Epsilon y Teleca. Olofsson se constituye en presidente y dueño principal de las tres compañías.
Desde el inicio en 1986, Sigma, Epsilon y Teleca han crecido desde 0 a aproximadamente 8.000 empleados, en un desarrollo empresarial con filiales en más de diez países. 
Las empresas han crecido de tres maneras diferentes: a través de crecimiento orgánico, mediante "paquetes de emprendedores" y por adquisiciones. Los paquetes de emprendedores permiten a las nuevas empresas iniciarse en torno a un líder-empresario, que también se convierte en copropietario. Unas 25 empresas, con más de 3.000 empleados en la actualidad, se han establecido de esta forma. El grupo SIGMA también ha adquirido empresas privadas y públicas.
Dan Olofsson ha participado en numerosas ventas y adquisiciones, y en siete "buy-outs" públicos. La transacción más grande fue la venta de Epsilon a ÅF en 2012.
En el otoño de 2012, la autobiografía de Dan Olofsson "Mina tre liv" ("Mis tres vidas") fue publicada por la editorial Ekerlids Förlag. El libro ha sido objeto de especial atención por su afirmación de que el gobierno sueco habría cometido un error de justicia con el finanncista Maths O Sundqvist.
Dan Olofsson desarrolla sus actividades actualmente en el marco de la empresa familiar Danir AB.

### Compromiso con Sudáfrica y con Malmö
En los últimos años, Dan Olofsson ha desarrollado un fuerte compromiso social en Sudáfrica. Un ejemplo de esto es "Thanda Private Game Reserve", que en 2009–2016 fue nombrada "The World’s Leading Luxury Lodge" por la World Travel Awards. En 2016 se inauguró la isla Thanda, frente a la costa de Tanzania, que en la primera final fue designada por World Travel Award como “la isla privada más exclusiva del mundo”.
Su compromiso filantrópico se ve mejor a través de la organización Star for Life (Estrella de Vida), que Dan y su esposa Christin pusieron en marcha en 2005. Hasta el momento, 250.000 jóvenes han participado en un programa preventivo de tres años contra el hiv/sida en Sudáfrica, Namibia, y Sri Lanka. Star for Life (Estrella de Vida) recientemente se estableció también en Suecia, para fortalecer la autoestima y la fe de los jóvenes en el futuro.
Dan Olofsson ha creado también la Fundación Thanda, que trabaja con proyectos en KwaZulu-Natal y en Mvezo, la aldea originaria de Nelson Mandela.
En la primavera de 2011, Dan Olofsson inició la financiación de "Uppstart Malmö", un fideicomiso destinado a crear más oportunidades de empleo en las zonas desfavorecidas de su ciudad natal de Malmö. El concepto detrás del fideicomiso es ofrecer asesoramiento, apoyo y ayuda financiera a los empresarios locales que quieran desarrollar sus ideas de negocio y crear más puestos de trabajo. Gracias a esta iniciativa han conseguido trabajo un total de 1800 personas.

## Premios
Dan Olofsson ha recibido varios elogios por su trabajo. Estos incluyen el ser votado como el empresario más grande del condado Skåne, en el sur de Suecia en 2001; ser nombrado embajador de Malmö en el año 2004 y recibir el Premio Pegasus en 2008; el premio Community Philanthropy en la Global Business Coalition en Nueva York en 2008; el Entrepreneurial Model del año 2011 por parte de Founders Alliance y H.M., el King's Medal 12th size por sus importantes contribuciones a los negocios suecos y su compromiso filantrópico en 2011.
En 2012 Dan Olofsson fue galardonado con la Royal Patriotic Society Business Medal por su iniciativa empresarial excepcional.  También en el año 2012 recibió el premio de la revista Veckans Affärer’s Social Capitalist, que se otorga a modelos de conducta, que a través de negocios, tratan de resolver los problemas de la sociedad. En 2015, Dan Olofsson fue honrado con el premio de la región sueca de Skåne por sus esfuerzos excepcionales para el desarrollo de Skåne. Ese mismo año fue designado doctor honoris causa por la Facultad de Ciencias Tecnológicas y Sociales de la Universidad de Malmö, en Suecia, por su contribución a la resolución de problemas sociales con ayuda de la tecnología de la información y la telecomunicación. La Universidad FASTA de Argentina nombró también a Dan Olofsson doctor honoris causa en 2015 por su implicación social y sus aportaciones filantrópicas en África y Suecia. La patronal sueca Svenskt Näringsliv le concedió además en 2015 el Premio Nicolin por su contribución al debate social en pro de una mayor concienciación sobre la importancia de las empresas.